# Turkestán (město)
Turkestán (kazašsky Түркістан, uzbecky Turkiston) je hlavní město Turkestánské oblasti. Je jedním z nejstarších měst na území Kazachstánu.

## Historie
Město bylo založeno ve 4. století na křižovatce karavanních cest ze Samarkandu, Buchary a Chivy do severního Kazachstánu.
Do 8. století (v letech 552–702) bylo území města pod navládou prvního Turkutského kaganátu a později i druhého (702–756), rovněž ovládaného turkickými národy.
V letech 820–999 bylo město nazývané Šavgar (Šavagar) částí perské říše ovládané v té době dynastií Samánovců. Město se nacházelo na obchodní cestě, která spojovala města regionu u řeky Syrdarja se zemědělskými centry Střední Asie a Chórezmem.
V 10. století se nazývalo Šavgar (Šavagar), od 12. století Jasy (Jassy). Ve středověku bylo opevněno. Ve 12. století zde žil básník a súfijský mystik Hodža Ahmed Jasavi, který je zde v mauzoleu pohřben.
Až asi do začátku 13. století bylo území s městem pod nadvládou Karachánského chanátu. Centrem území se staly Jasy (Jassy), které byly dříve bezvýznamnou osadou u města a zbytek města bylo možná zcela opuštěn.
Tamerlán spolu s mauzoleem začal stavět v letech 1396–1398 mešitu, z města se stalo náboženské centrum; podle místní tradice je pouť do Turkestánu stejně významná, jako hadždž. Mešitu nechal dokončit bucharský chán Abdulláh II z uzbecké dynastie Šejbanovců.
Město bylo politickým, ekonomickým a kulturním centrem Kazašského chanátu od 16. do 18. stol. Z poloviny 16. stol. také pocházejí první zmínky o novém jménu města, které užívame dodnes v podobě Turkestán. V 18. a 19. stol. se městě vystřídala vláda různých států a národů, např. městu vládli např. z Buchary, Chívy, Kokandu.
V roce 1864 bylo město Turkestán dobyto ruskými vojsky vedenými plukovníkem Verevkinem a stalo se součástí ruské Turkestánské oblasti. Po dobytí Ruskou říší město ztratilo svůj status hlavního města.

## Obyvatelstvo
V současném Turkestánu žije 165 000 obyvatel (sčítání lidu 2019).
Etnické složení města:
- Kazaši - 52,5%
- Uzbekové - 45,2%
- Jiné etnické skupiny - 2,3%

## Doprava
Městskou dopravu v Turkestánu obsluhují autobusy a taxíky.
Ve vzdálenosti 16 km severovýchodně od centra města se nachází mezinárodní letiště Hazret Sultan (Hazret Sultan International Airport).

## Památky
Nejvýznamnějším historickou a kulturní památkou Turkestánu je Mauzoleum Chodži Ahmeda Jásavího, které je zapsáno na seznamu Světového dědictví UNESCO.
Severozápadně od města, 40 kilometrů daleko se nalézá archeologické naleziště Sauran, bývalé obchodní středisko na Hedvábné stezce. Je považováno za nejlépe dochované středověké město v Kazachstánu.